# دهستان مازو

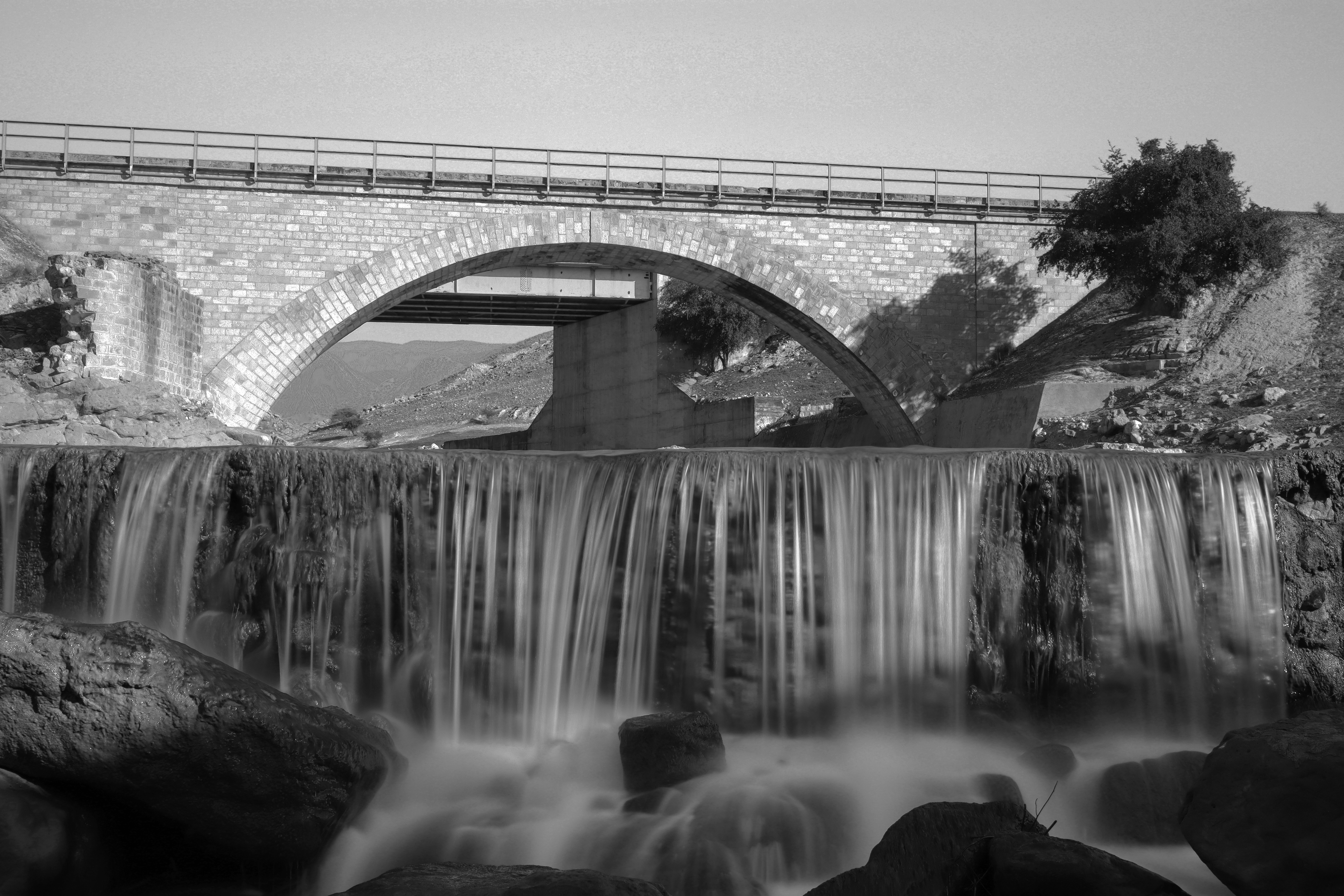
پل راه‌آهن و آبشار روستای مازو

دهستان مازو نام دهستانی در بخش الوار گرمسیری شهرستان اندیمشک، استان خوزستان در ایران است و بر اساس سرشماری مرکز آمار ایران در سال ۱۳۹۵، جمعیت آن ۳۰۱۹نفر (۸۰۷خانوار) بوده‌است